# Cosmetra
Cosmetra är ett släkte av fjärilar. Cosmetra ingår i familjen vecklare.
Kladogram enligt Catalogue of Life:
| Cosmetra | \| \| Cosmetra anthophaga \| \| \| \| \| \| Cosmetra rythmosema \| \| \| \| |
|          | \| \| Cosmetra anthophaga \| \| \| \| \| \| Cosmetra rythmosema \| \| \| \| |
|          | Cosmetra anthophaga                                                         |
|          |                                                                             |
|          | Cosmetra rythmosema                                                         |
|          |                                                                             |